# Мецанего
Мецанего (итал. Mezzanego) је насеље у Италији у округу Ђенова, региону Лигурија.
Према процени из 2011. у насељу је живело 1303 становника. Насеље се налази на надморској висини од 80 м.

## Становништво
Према резултатима пописа становништва 2011. у општини је живело 1.624 становника.
| 1936. | 1951. | 1961. | 1971. | 1981. | 1991. | 2001. | 2011. |
| ----- | ----- | ----- | ----- | ----- | ----- | ----- | ----- |
| 1.921 | 1.734 | 1.554 | 1.368 | 1.282 | 1.232 | 1.303 | 1.624 |